# George Eaton (journaliste)
Pour les articles homonymes, voir George Eaton et Eaton.
George Eaton, né le 27 novembre 1986, est un journaliste et écrivain britannique. Il est journaliste senior du magazine en ligne New Statesman depuis février 2020. Il y est journaliste politique de 2014 à 2018, vice-rédacteur adjoint de 2018 à 2019, et rédacteur adjoint de 2019 à 2020. Il est politiquement classé à gauche.

## Carrière
Eaton est éduqué à la Berkhamsted School puis à l'université de Warwick entre 2005 et 2008, dont il est diplômé en histoire et politique.
Après avoir travaillé pour PoliticsHome, il est recruté au New Statesman en 2009 par le rédacteur Jason Cowley en tant que journaliste junior puis il s'occupe du blog politique du magazine, intitulé The Staggers, qui reçoit le Comment Awards en 2013. Il est journaliste politique du New Statesman de 2014 à  2018, rédacteur assistant adjoint de 2018 à 2019. Après son article controversé qui a rencontré un grand écho contre Roger Scruton, il est promu rédacteur adjoint. En février 2020, il devient rédacteur senior du site en ligne. Il écrit aussi pour The Times, The Sunday Times et The Evening Standard,,. Eaton participe aussi à nombre de débats à la télévision comme BBC News, Sky News ou RT, discutant aussi bien du tourisme de santé que de la question indépendantiste écossaise. 
En avril 2019, Eaton publie un article dans le New Statesman commentant un entretien qu'il venait d'avoir avec le philosophe conservateur Roger Scruton ; il déclare que  Scruton a fait des remarques racistes. Il rapporte que Scruton a évoqué l'« invasion d'immenses tribus de musulmans venus du Proche-Orient » et a noté que « chaque personne chinoise est une réplique de la prochaine qui arrive. ». L'article d'Eaton provoque le renvoi de Scruton comme conseiller du gouvernement. En réponse, Eaton publie une photographie sur son compte Instagram le montrant en train de boire une bouteille de champagne avec la mention « The feeling when you get right-wing racist and homophobe Roger Scruton sacked » (sentiment après avoir saqué le raciste de droite et homophobe Roger Scruton). Des personnalités diverses réagissent en critiquant Eaton pour avoir déformé les propos de Scruton Eaton finit par s'excuser pour sa publication sur Instagram, mais reste sur ses positions à propos de l'entretien. Il est rétrogradé quelques mois plus tard. 
Le New Statesman s'excuse plus tard vis-à-vis de Scruton. En juillet 2019, Scruton est réintégré dans la commission gouvernementale. Il meurt le 12 janvier 2020.

## Publication
- (en) Sadiq Khan: The Making of a Mayor, Biteback Publishing, 2018  (ISBN 1785901656)